# Rhamnus borgiae
Rhamnus borgiae är en brakvedsväxtart som beskrevs av Ballester, Figuerola, Peris, Stübing. Rhamnus borgiae ingår i släktet getaplar, och familjen brakvedsväxter. Inga underarter finns listade i Catalogue of Life.